# Veia sacral mediana
A veia sacral mediana é uma veia da pelve.